# Castell de Monells
Castell de Monells és una construcció del municipi de Cruïlles, Monells i Sant Sadurní de l'Heura (Baix Empordà) declarada bé cultural d'interès nacional.

## Descripció
El Castell, amb l'anomenat barri del Castell, era un ample conjunt fortificat del qual resten algunes torres amb llenços de murs dels segles xiv i xv del castell pròpiament dit, a l'extrem meridional del poble, en queden també murs i una torre i edificacions refetes tardanament sobre vells elements dels segles xiii i XIV.

## Història
Durant el període medieval hi va haver diversos possessors del lloc de Monells, pel fet que el seu emplaçament en la frontera amb el comtat d'Empúries el feia un lloc cobejat. La primera notícia data del 1019, quan apareix esmentat Auger de Monells. Cal esmentar les figures de Guillem de Monells, bisbe de Girona en 1168-78 i del seu germà Ponç de Monells, que fou abat de Sant Joan de les Abadesses des del 1148 i bisbe de Tortosa el 1178. Al segle xiii figuren com a senyors de Monells els vescomtes de Bas; posteriorment, el castell passà per matrimoni al comtat d'Empúries. El 1302 com a conseqüència dels enfrontaments entre Ponç V i Jaume II, el castell fou confiscat i venut. El 1385 Pere el Cerimoniós va incorporar el lloc a la corona, i el 1420 Martí l'Humà el va vendre al llinatge Senesterra, que en tingué el domini fins al segle xvi. Vers la fi del segle xvii apareix novament documentat com a lloc reial. A partir d'aquell moment anà perdent importància a conseqüència de l'extinció progressiva del seu mercat enfront de la Bisbal de l'Empordà. Se sap que la capella de Santa Maria ja es trobava enrunada l'any 1733.